# 服部尚貴
服部 尚貴（はっとり なおき、Naoki Hattori、1966年6月13日 - ）は、三重県四日市市出身のレーシングドライバー。2017年現在、スパ・フランコルシャン24時間レースで総合優勝した経験を持つ唯一の日本人ドライバーである。

## プロフィール
- 身長：178cm
- 体重：60kg
- 血液型：RH+O
- 最終学歴：海星高等学校卒業
- 愛車：シトロエン・DS20、BMW・745Li、レクサス・GS450h、BMW X6 xDrive35i、トヨタ・アルファード、BMW・5シリーズ

## 経歴

### デビュー
高校時代にカートの草レースに出場。1985年にスターレットでダートトライアルに出場し、初レースで優勝する。翌1986年にフォーミュラカテゴリーのFJ1600へ参戦。1987年に鈴鹿FJ1600シリーズチャンピオンを獲得する。

### F3
1988年から全日本F3選手権にステップアップ。F3での二年目となる1989年、無限・MF204エンジン勢が優勢の中、服部は第6戦・筑波でフォルクスワーゲンエンジンで1勝を挙げランキング4位と健闘。1990年に無限エンジンを得ると、10戦中7度の表彰台獲得、シーズン3勝を挙げる安定した強さを見せシリーズチャンピオンを獲得。前述の通りデビューがダートトライアルであるが、その後フォーミュラカーのトップレーサーまで到達した稀な例となった。

### F3000/F1
1991年には国内トップカテゴリーである全日本F3000選手権にステップアップ。また同年秋にF1日本GPとオーストラリアGPにコローニからスポット参戦したが、2戦とも予備予選不通過に終わる。
日本GPでは、予備予選前の早朝に雨が降ったため所々に水たまりが残っており、S字先の左高速コーナーであるダンロップコーナー（ターン7）でハーフスピンしイン側ガードレールに接触したためフロント部を破損、デグナー入口のグラベルゾーンまで走ってストップしたが、その際に悔しさを抑えられず、マシンを降りる際に外したステアリングを車体に強く叩きつけた行動がTVカメラに映っていたため、その場面を目撃した中嶋悟から「仕事道具をあんな扱いにする者は大成しない」、「何があってもクルマに感情をぶつけてはいけない。」と苦言を呈された。服部自身は予選終了後のインタビューで「自分の経験不足が全てですね。まだ濡れてるところがあったんですけど、コントロールしきれなかった。」と述べた。オーストラリアGP後には現地で津川哲夫によるインタビューに答えて、「アデレードの市街地コースは面白かったです。まだ全然攻めていく途中の段階で、車がどう動くのかな？という感じで終わってしまいました。結果は出なかったけど自分にプラスの経験を得られたので、これを活かして全日本F3000タイトルを取りたい。3000で結果を出して近い将来F1に戻って来たいですね。」とコメントした。
2008年F1日本GPでのトークショーにおいて、「最初はコローニから『いくらいくら出せばウチで走らせてあげるよ』と持ちかけられたが、個人交渉をして交通費からギャランティまで出させた。日本人ドライバーで持参金無しでF1乗ったのは自分が初めてだと思う」という旨の発言をしている。
この1991年以後は、1995年秋にパシフィックGP（TI英田）と日本GP（鈴鹿）の日本開催2連戦の変則カレンダーだったこともありスポット出場を模索するも交渉不調に終わるなど、F1に乗る機会が訪れなかったが、1996年に童夢F1プロジェクトのテストドライブを担当し鈴鹿で童夢・F105を、同年の12月にはカーグラフィック誌の企画でフェラーリ・412T2をTIサーキット英田にてテストドライブしている。

### フォーミュラ・ニッポン/CART
全日本F3000から発展した全日本選手権フォーミュラ・ニッポンには1996年のシリーズ発足時より参戦し、1996年シーズンではチームメイトのラルフ・シューマッハ、この年がフォーミュラカーラストイヤーとなった星野一義らと最終戦までチャンピオン闘いを繰り広げ、シリーズ2位となった。
1997年と1998年はCARTのステップアップカテゴリーであるインディ・ライツに参戦し、1999年にはCARTにステップアップしたが、開幕戦のマイアミにおいてアル・アンサーJr.と接触してクラッシュし、左踝の上と膝の下を複雑骨折した事により中盤の多くのレースを棒に振ったことが影響し、翌2000年シーズンから日本に復帰。フォーミュラ・ニッポンを再び主戦場とした。
2000年から2002年まではTEAM 5ZIGENから、2003年から2005年はDoCoMo DANDELIONから参戦した。2001年シリーズには開幕4戦で3勝を挙げ、シリーズ2位となった。その後2005年をもってフォーミュラ・ニッポンから引退した。

### 全日本GT選手権/SUPER GT
一方で全日本GT選手権/SUPER GTでは、1994年にムーンクラフトの日産・シルビアでGT-1クラス（現GT500クラス）に参戦しているほか、1996年にはGT500クラスでチーム・ラークマクラーレン（チーム郷）よりラルフ・シューマッハとのコンビでマクラーレン・F1 GTRをドライブし、シリーズ2位を獲得した。
その後前述のアメリカンフォーミュラ参戦のため、3年間のブランクが空くが、2000年の国内復帰の際にムーンクラフトがメンテナンスをしていた縁でチーム国光の「RAYBRIG NSX」で、高橋国光引退後のシートを射止め、シリーズに復帰する。2001年に免停処分で出場ができなかった星野一義の代役としてホシノレーシングに一時的に加入。その後プライベートチームの一ツ山レーシングに所属した後、2003年に今度はトヨタ系チームのKRAFTに移籍した。そこでダンロップワークスのドライバーとして活動。2006年シーズンから投入された新型のレクサス・SC430で、第3戦の富士スピードウェイにおいて優勝を果たした。これは、1996年最終戦美祢以来の優勝であった（ダンロップにとっても、1997年最終戦以来の勝利）。その後2度表彰台に上がりシリーズ9位となったものの、翌2007年にチーム、マシン共に大不振に陥り、同じダンロップタイヤを履くナカジマレーシングのNSXが1勝を含む3度の表彰台を記録しランキング2位を記録したのとは対照的に、シーズン中盤まで最新型マシンを手にできず、また新型投入後も熟成が進まず、入賞回数こそ9戦中5回を記録したものの最高位は6位に止まり、この年を以てSUPER GTから引退した。
結果としてGTでは自動車メーカーのワークスドライバーではなく、タイヤメーカーのワークスドライバーとして活動したことや、多くのレース関係者との人脈があったため、トヨタ・レクサス、ニッサン、ホンダの3ワークス全てでドライブした、数少ないドライバーの1人である。

### 現在
2006年には、フォーミュラ・ニッポンのDoCoMo DANDELIONのオペレーティングディレクターに就任。2007年は本山哲の強い誘いにより、「Arabian Oasis Team IMPUL」に移籍しチーム監督に就任した。2008年は本山がTeam LeMansに移籍するのに伴い、服部もTeam LeMansの監督代行となっている。
また2008年からは、SUPER GTの「ドライビングスタンダードオブザーバー」に就任し、レース中のアクシデント（マシン同士の接触等）があった際にペナルティ等の判断を下し、シリーズに新規参戦するドライバーに課せられるルーキーテストの審査を行っている（2010年からは岡田秀樹との2人体制）。
若手ドライバーの育成カテゴリーであるフォーミュラチャレンジ・ジャパン（FCJ）においても、FCJのタイヤがダンロップのワンメイクである関係から、コントロールタイヤの選定や、シャシーに著しい個体差があると思われる場合にその性能差を実際に乗り比べて確認するなど、2006年のカテゴリー発足時から2013年の終了時までシリーズ全体のアドバイザーを務めた。また2024年現在はFIA-F4選手権のプロジェクトリーダーとして、同シリーズの運営責任者を務めている。
このほか2005年よりレプリスポーツと提携して「Team Naoki」を発足させ、FJ1600・スーパーFJ・FCJ等の育成カテゴリーに若手ドライバーを参戦させる活動も行っている（奇しくも3カテゴリーとも、2009年までタイヤがダンロップのワンメイクであった）。
2005年より、ダンロップのテレビCMにD1ドライバーの野村謙と共に出演している。ホットバージョンに出演していた際には土屋圭市や清水和夫からは「ハンゾー」、他のドライバーからは「はっちゃん」などと呼ばれている。
その後もGAZOO Racing 86/BRZ raceやスーパー耐久に参戦し、2015年にはST-4クラスで埼玉トヨペットからエントリーしトヨタ・86でクラスタイトルを獲得した。

## ヘルメット
愛用のヘルメットには、1990年全日本F3000のテスト中のクラッシュにより死去したF3同期デビューの親友・村松栄紀の名前（「EIKI LIVES」）が刻まれている。Team Naokiに所属していた石浦宏明は自らのデザインに服部と同じ黄色と青のヘルメットであり、同じくTeam Naokiに所属していた吉田広樹も服部に近いデザインのヘルメットである。

## レース戦績
- 1986年 - FJ1600鈴鹿選手権
- 1987年 - 鈴鹿、筑波FJ-1600B（#73 ウエスト86J）（シリーズチャンピオン）
- 1988年 - 全日本F3選手権（#70 PERFE'S COX RT31／ラルトRT-31 GX）（シリーズ9位）
- 1989年 - 全日本F3選手権（#98 浅田飴クール RT33 VW／ラルトRT-33 GX）（シリーズ4位・1勝）
- 1990年
  - 全日本F3選手権（#5 カワイスチールLG COXRT／ラルト RT34 MF204）（シリーズチャンピオン・3勝）
  - 全日本ツーリングカー選手権（#15 PIAA CIVIC→#14 JACCS-CIVIC／EF9）
  - 日本グランプリ記念レース F3 Panasonic スーパーカップレース（#5 カワイスチールLG COXRT／ラルト RT33 MF204）（決勝5位・ファステストラップ）
- 1991年
  - F1世界選手権シリーズ＜スポット参戦Rd.15&16＞（コローニ・コスワースV8-GY）
  - 全日本F3000選手権（#98 PULS LOLA T90／ローラT90-50 MF308）（シリーズ20位）
  - 全日本ツーリングカー選手権・クラス3（#14 JACCS-CIVIC／EF9）
  - スパ・フランコルシャン24時間レース（日産・スカイラインGT-R）（総合優勝）
- 1992年
  - 全日本F3000選手権（#98 TOSTEM LOLA T91／ローラT91-50 MF308）（シリーズ5位）
  - 全日本ツーリングカー選手権・クラス3（#14 JACCS-CIVIC／EF9）（シリーズ2位）
- 1993年
  - 全日本F3000選手権（#98 TOSTEM LOLA T92／ローラT92-50 MF308）
  - 全日本ツーリングカー選手権・クラス3（#14 JACCS-CIVIC／EG6）（クラスチャンピオン･4勝）
- 1994年
  - 全日本F3000選手権（#24 レイナード94D MF308）（シリーズ5位･1勝）
  - 全日本GT選手権・GT-1クラス（MOON CRAFT #14 CCIあめんぼうシルビア）（シリーズ14位）
  - 全日本ツーリングカー選手権（#14 ジャックスシビック）（シリーズ7位）
  - 第1回NICOS CUP 十勝24時間レース（#1 スカイラインGT-R／BNR-32）（総合4位）
- 1995年
  - 全日本F3000選手権（TEAM LeMans #24 LeMan's REYNARD／レイナード95D MF308）（シリーズ8位・1勝）
  - 全日本ツーリングカー選手権（#14 ジャックス シビック）（シリーズ15位）
  - 国際F3000選手権
  - SUGO 爆走500km N1耐久レース（TEAM 5ZIGEN #99 5ZIGEN CIVIC）（総合23位）
- 1996年
  - 全日本選手権フォーミュラ･ニッポン（TEAM LeMans #24 X-JAPAN Le Mans／レイナード96D MF308）（シリーズ2位・2勝）
  - 全日本GT選手権・GT500クラス（チーム ラーク・マクラーレンGTR #60 ラーク・マクラーレンF1 GTR）（シリーズ2位・3勝）
  - 全日本ツーリングカー選手権（JACCS MOONCRAFT MOTORSPORTS PROJECT #14 ジャックス アコード）（シリーズチャンピオン・5勝）
  - ユーノスロードスター4時間耐久レース（#39 ユーノスロードスター／NA6CE）（決勝3位）
- 1997年
  - インディ･ライツ（#25 チーム･グリーン）（シリーズ16位）
  - 全日本ツーリングカー選手権＜Rd.15&16スポット参戦＞（#1 KOOL ACCORD／ホンダ アコード）（決勝2&2位）
- 1998年 - インディ･ライツ（#27 チーム･グリーン）（シリーズ10位）
- 1999年 - CARTシリーズ（#15 ウォーカーレーシング／レイナード･ホンダ）
- 2000年
  - 全日本選手権フォーミュラ･ニッポン(TEAM 5ZIGEN #5 TEAM 5ZIGEN／レイナード99L MF308）（シリーズ8位）
  - 全日本GT選手権･GT500クラス（チーム国光 with MOONCRAFT #100 RAYBRIG NSX）（シリーズ15位）
  - 第7回十勝24時間レース（#53 5ZIGEN JICシビック）（総合21位）
- 2001年
  - 全日本選手権フォーミュラ･ニッポン(TEAM 5ZIGEN #5 TEAM 5ZIGEN／レイナード99L MF308）（シリーズ2位・3勝）
  - 全日本GT選手権･GT500クラス＜Rd.1～3＞（TEAM IMPUL #12 カルソニックスカイライン）＜Rd.4以降＞（HITOTSUYAMA RACING #21 イエローコーンマクラーレンGTR）（シリーズ23位）
  - スーパー耐久シリーズ・Class5（TEAM 5ZIGEN #5 5ZIGEN INTEGRA／DC-2）
  - 第8回十勝24時間レース・Class4（TEAM 5ZIGEN #5 5ZIGEN S2000）（決勝DNF）
  - 2001ヨーロピアンチャレンジ（#31 ロータスエクシー）（決勝2位）
- 2002年
  - フォーミュラ･ニッポン（#5 TEAM 5ZIGEN／レイナード99L MF308）（シリーズ8位）
  - 全日本GT選手権･GT500クラス（HITOTSUYAMA RACING #76 イエローコーンマクラーレンGTR）（シリーズ17位）
  - スーパー耐久シリーズ・ClassN+（TEAM 5ZIGEN #5 5ZIGEN INTEGRA／DC5）（シリーズ6位・1勝）
  - マツダロードスターフェスタ2002（#86 ホットバージョンロードスター／NB6C）（決勝2位）
- 2003年
  - フォーミュラ･ニッポン（#41 DoCoMo TEAM DANDELION RACING／ローラB351 MF308）（シリーズ12位）
  - 全日本GT選手権･GT500クラス（KRAFT #35 プロジェクトμエスペリアスープラ）（シリーズ15位）
  - スーパー耐久シリーズ・ClassN+（TEAM 5ZIGEN #5 5ZIGEN INTEGRA／DC5）（シリーズ4位・1勝）
  - MAZDA FESTA 2003 （#24 ベストモータリングロードスター／NB6C）（決勝2位）
- 2004年
  - フォーミュラ･ニッポン（#41 DoCoMo TEAM DANDELION RACING／ローラB351 MF308）（シリーズ9位）
  - 全日本GT選手権･GT500クラス（KRAFT #35 イエローハットスープラ）（シリーズ10位）
  - 第11回十勝24時間レース・Class4（TEAM SPOON #96 FORWARD スプーン ED／HONDA S2000）（総合7位・クラス優勝）
- 2005年
  - フォーミュラ･ニッポン（#2 DoCoMo TEAM DANDELION RACING／ローラB351 MF308）（シリーズ12位）
  - SUPER GT･GT500クラス（KRAFT #35 イエローハットYMSスープラ）（シリーズ12位）
  - 第12回十勝24時間レースST2クラス（PROVA RACING DIVISION #63 WING PERMAGARD IMPREZA／スバル インプレッサ GDB）（総合5位・クラス2位）
  - MAZDA FESTA 2005（#11 ベストモータリング／RX-8）（決勝10位）
  - MAZDA FESTA 2005（#24 ベストモータリングロードスター／NCEC）（優勝）
- 2006年
  - SUPER GT･GT500クラス（TOYOTA TEAM KRAFT #35 BANDAI DIREZZA SC430）（シリーズ9位・1勝）
  - 全日本スポーツカー耐久選手権・GT1クラス（#20 DUNLOP Ferrari 550 GT1／Ferrari 550 maranello GT1）
  - 第13回十勝24時間レース・GTクラス（シフト #74 アラビアンオアシス Z／フェアレディZ）（総合7位・クラス優勝）
  - 2006 もてぎEnjoy耐久レース（#102 C-FUELwithサクシード）（決勝47位）
- 2007年 - SUPER GT･GT500クラス（TOYOTA TEAM KRAFT #35 BANDAI DUNLOP SC430）（シリーズ19位）
- 2008年
  - シビックワンメークレース東日本シリーズ＜Rd.1スポット参戦＞（SPOON #96 SPOON CIVIC）
  - スーパー耐久シリーズ2008･Cls. ST-2(ラリーアート･ピット京都 #56 眠眠打破ランサー／三菱 ランサーEVOⅨ)（シリーズ6位）

### フォーミュラ

#### 全日本F3選手権
| 年     | チーム                           | シャシー     | エンジン    | 1       | 2       | 3       | 4     | 5       | 6     | 7     | 8      | 9     | 10    | 順位 | ポイント |
| ------ | -------------------------------- | ------------ | ----------- | ------- | ------- | ------- | ----- | ------- | ----- | ----- | ------ | ----- | ----- | ---- | -------- |
| 1988年 | VW Asia Motorsport               | ラルト・RT31 | VW・GX      | SUZ Ret | TSU 12  | FSW 12  | SUZ 3 | SUG 15  | TSU 8 | SEN 6 | SUZ 6  | NIS 6 | SUZ 6 | 9位  | 7        |
| 1989年 | Le Garage Cox Racing Team        | ラルト・RT33 | VW・GX      | SUZ 9   | FSW Ret | SUZ 23  | TSU 3 | SUG Ret | TSU 1 | SUZ 6 | NIS 18 | SUZ 6 | SUZ 3 | 4位  | 18       |
| 1990年 | KAWAI STEEL Le Garage Cox Racing | ラルト・RT34 | 無限・MF204 | SUZ 2   | FSW 2   | SUZ Ret | TSU 1 | SEN 4   | SUG 1 | TSU 2 | SUZ 1  | NIS 3 | SUZ 6 | 1位  | 49       |

#### マカオグランプリ
| 年     | チーム        | シャーシ/エンジン          | 予選 | レース1 | レース2 | 総合順位 |
| ------ | ------------- | -------------------------- | ---- | ------- | ------- | -------- |
| 1990年 | Le Garage Cox | ラルト・RT34 / 無限・MF204 | 14位 | 11      | 7       | 8位      |

#### 全日本F3000選手権/フォーミュラ・ニッポン
| 年     | チーム                                 | 1       | 2       | 3       | 4      | 5       | 6       | 7       | 8       | 9       | 10      | 11      | 順位 | ポイント |
| ------ | -------------------------------------- | ------- | ------- | ------- | ------ | ------- | ------- | ------- | ------- | ------- | ------- | ------- | ---- | -------- |
| 1991年 | LE GARAGE COX RACING TEAM + MOON CRAFT | SUZ Ret | AUT 13  | FSW 10  | MIN 15 | SUZ Ret | SUG 5   | FSW 10  | SUZ 12  | FSW C   | SUZ 6   | FSW Ret | 20位 | 3        |
| 1992年 | LE GARAGE COX RACING TEAM + MOON CRAFT | SUZ 4   | FSW Ret | MIN 5   | SUZ 3  | AUT 6   | SUG 15  | FSW 10  | FSW 7   | SUZ 13  | FSW 5   | FSW 1   | 5位  | 21       |
| 1993年 | LE GARAGE COX RACING TEAM + MOON CRAFT | SUZ 8   | FSW Ret | MIN 5   | SUZ 11 | AUT C   | SUG 7   | FSW C   | FSW 5   | SUZ 20  | FSW 11  | SUZ 8   | 15位 | 3        |
| 1994年 | Team Le Mans                           | SUZ 4   | FSW 12  | MIN 6   | SUZ 3  | SUG 3   | FSW 3   | SUZ Ret | FSW Ret | FSW 5   | SUZ 1   |         | 5位  | 27       |
| 1995年 | Team Le Mans                           | SUZ 1   | FSW C   | MIN Ret | SUZ 7  | SUG 5   | FSW Ret | TOK 10  | FSW Ret | SUZ Ret |         |         | 8位  | 11       |
| 1996年 | X JAPAN Racing Team Le Mans            | SUZ 8   | MIN Ret | FSW 2   | TOK 3  | SUZ 3   | SUG 8   | FSW 1   | MIN 3   | SUZ 1   | FSW Ret |         | 2位  | 38       |
| 2000年 | TEAM 5ZIGEN                            | SUZ 3   | TRM 7   | MIN 6   | FSW 5  | SUZ 4   | SUG Ret | TRM 7   | FSW 8   | MIN 8   | SUZ 9   |         | 8位  | 10       |
| 2001年 | TEAM 5ZIGEN                            | SUZ 1   | TRM 1   | MIN 5   | FSW 1  | SUZ 8   | SUG 7   | FSW 12  | MIN 6   | TRM 18  | SUZ 10  |         | 2位  | 33       |
| 2002年 | TEAM 5ZIGEN                            | SUZ 6   | FSW Ret | MIN Ret | SUZ 4  | TRM 6   | SUG 12  | FSW 6   | MIN 6   | TRM 8   | SUZ 5   |         | 8位  | 9        |
| 2003年 | DoCoMo TEAM DANDELION RACING           | SUZ 8   | FSW Ret | MIN Ret | TRM 11 | SUZ 8   | SUG 9   | FSW 9   | MIN 4   | TRM 7   | SUZ 11  |         | 12位 | 3        |
| 2004年 | DoCoMo TEAM DANDELION RACING           | SUZ 7   | SUG 7   | TRM Ret | SUZ 10 | SUG 6   | MIN Ret | SEP 2   | TRM Ret | SUZ 10  |         |         | 9位  | 7        |
| 2005年 | DoCoMo TEAM DANDELION RACING           | TRM 3   | SUZ 6   | SUG 6   | FSW 10 | SUZ 7   | MIN 6   | FSW 7   | TRM 7   | SUZ 14  |         |         | 12位 | 7        |

- 太字はポールポジション、斜字はファステストラップ。(key)

#### 国際F3000選手権
| 年     | チーム            | シャーシ   | エンジン | タイヤ | 1   | 2   | 3   | 4   | 5   | 6       | 7       | 8   | 順位 | ポイント |
| ------ | ----------------- | ---------- | -------- | ------ | --- | --- | --- | --- | --- | ------- | ------- | --- | ---- | -------- |
| 1995年 | Auto Sport Racing | レイナード | ジャッド | A      | SIL | CAT | PAU | PER | HOC | SPA Ret | EST Ret | MAG | NC   | 0        |

(key)

#### フォーミュラ1
| 年     | チーム   | シャシー | 1   | 2   | 3   | 4   | 5   | 6   | 7   | 8   | 9   | 10  | 11  | 12  | 13  | 14  | 15       | 16       | 順位 | ポイント |
| ------ | -------- | -------- | --- | --- | --- | --- | --- | --- | --- | --- | --- | --- | --- | --- | --- | --- | -------- | -------- | ---- | -------- |
| 1991年 | コローニ | C4       | USA | BRA | SMR | MON | CAN | MEX | FRA | GBR | GER | HUN | BEL | ITA | POR | ESP | JPN DNPQ | AUS DNPQ | NC   | 0        |

(key)

### グランドツーリング

#### 全日本GT選手権/SUPER GT
| 年     | チーム                         | 使用車両               | クラス | 1       | 2       | 3       | 4       | 5       | 6       | 7       | 8       | 9      | 順位 | ポイント |
| ------ | ------------------------------ | ---------------------- | ------ | ------- | ------- | ------- | ------- | ------- | ------- | ------- | ------- | ------ | ---- | -------- |
| 1994年 | MOON CRAFT                     | 日産・シルビア         | GT1    | FSW 4   | SEN 10  | FSW Ret | SUG 8   | MIN Ret |         |         |         |        | 14位 | 14       |
| 1996年 | チーム ラーク・マクラーレンGTR | マクラーレン・F1-GTR   | GT500  | SUZ 1   | FSW Ret | SEN 15  | FSW Ret | SUG 1   | MIN 1   |         |         |        | 2位  | 60       |
| 2000年 | チーム国光 with MOON CRAFT     | ホンダ・NSX            | GT500  | MOT Ret | FSW 14  | SUG 10  | FSW 7   | TAI 5   | MIN Ret | SUZ DSQ |         |        | 15位 | 13       |
| 2001年 | TEAM IMPUL                     | 日産・スカイラインGT-R | GT500  | TAI 15  | FSW Ret | SUG 7   |         |         |         |         |         |        | 23位 | 4        |
| 2001年 | HITOTSUYAMA RACING             | マクラーレン・F1-GTR   | GT500  |         |         |         | FSW 11  | TTM Ret | SUZ Ret | MIN 11  |         |        | 23位 | 4        |
| 2002年 | HITOTSUYAMA RACING             | マクラーレン・F1-GTR   | GT500  | TAI 13  | FSW 8   | SUG 6   | SEP 8   | FSW 13  | TRM 3   | MIN Ret | SUZ Ret |        | 17位 | 27       |
| 2003年 | KRAFT                          | トヨタ・スープラ       | GT500  | TAI 9   | FSW 5   | SUG 6   | FSW 10  | FSW 10  | TRM 12  | AUT 7   | SUZ 10  |        | 15位 | 24       |
| 2004年 | KRAFT                          | トヨタ・スープラ       | GT500  | TAI 4   | SUG 5   | SEP 2   | TOK 9   | TRM 13  | AUT 8   | SUZ 16  |         |        | 10位 | 37       |
| 2005年 | KRAFT                          | トヨタ・スープラ       | GT500  | OKA 9   | FSW 3   | SEP 14  | SUG 10  | TRM 5   | FSW 6   | AUT 9   | SUZ 13  |        | 12位 | 29       |
| 2006年 | TOYOTA TEAM KRAFT              | レクサス・SC430        | GT500  | SUZ 14  | OKA 12  | FSW 1   | SEP 11  | SUG 7   | SUZ 3   | TRM 7   | AUT 9   | FSW 2  | 9位  | 64       |
| 2007年 | TOYOTA TEAM KRAFT              | レクサス・SC430        | GT500  | SUZ 8   | OKA 9   | FSW 7   | SEP 11  | SUG 9   | SUZ Ret | TRM 9   | AUT 11  | FSW 11 | 19位 | 14       |

- 太字はポールポジション、斜字はファステストラップ。(key)

### スポーツカー

#### ル・マン24時間レース
| 年     | チーム       | コ・ドライバー                  | 車両            | クラス | 周回 | 総合順位 | クラス順位 |
| ------ | ------------ | ------------------------------- | --------------- | ------ | ---- | -------- | ---------- |
| 1995年 | 本田技研工業 | 岡田秀樹 フィリップ・ファーブル | ホンダ・NSX GT1 | GT1    | 121  | NC       | NC         |

### ツーリングカー

#### 全日本ツーリングカー選手権（JTC）
| 年     | チーム             | 使用車両         | クラス | 1       | 2       | 3       | 4       | 5       | 6       | 7     | 8     | 9     | 順位 | ポイント |
| ------ | ------------------ | ---------------- | ------ | ------- | ------- | ------- | ------- | ------- | ------- | ----- | ----- | ----- | ---- | -------- |
| 1988年 |                    | ホンダ・シビック | JTC-3  | SUZ     | NIS     | SEN     | TSU     | SUG     | FSW Ret |       |       |       | NC   | 0        |
| 1989年 |                    | ホンダ・シビック | JTC-3  | NIS 3   | SEN 9   | TSU 5   | SUG Ret | SUZ 4   | FSW Ret |       |       |       |      |          |
| 1990年 | ナカジマレーシング | ホンダ・シビック | JTC-3  | NIS 3   |         |         |         |         |         |       |       |       | 5位  | 44       |
| 1990年 | ムーンクラフト     | ホンダ・シビック | JTC-3  |         | SUG 4   | SUZ Ret | TSU 6   | SEN 2   | FSW 9   |       |       |       | 5位  | 44       |
| 1991年 | ムーンクラフト     | ホンダ・シビック | JTC-3  | SUG Ret | SUZ Ret | TSU 2   | SEN 3   | AUT 3   | FSW 8   |       |       |       | 11位 | 42       |
| 1992年 | ムーンクラフト     | ホンダ・シビック | JTC-3  | AID 3   | AUT 4   | SUG 7   | SUZ 2   | MIN Ret | TSU 10  | SEN 1 | FSW 2 |       | 3位  | 77       |
| 1993年 | ムーンクラフト     | ホンダ・シビック | JTC-3  | MIN Ret | AUT 1   | SUG 3   | SUZ 1   | AID 1   | TSU Ret | TOK 5 | SEN 3 | FSW 1 | 1位  | 112      |

- 太字はポールポジション、斜字はファステストラップ。(key)

#### 全日本ツーリングカー選手権（JTCC）
| 年     | チーム     | 使用車両                 | 1      | 2      | 3       | 4        | 5        | 6        | 7       | 8       | 9      | 10       | 11      | 12      | 13       | 14       | 15       | 16      | 17     | 18      | 順位 | ポイント |
| ------ | ---------- | ------------------------ | ------ | ------ | ------- | -------- | -------- | -------- | ------- | ------- | ------ | -------- | ------- | ------- | -------- | -------- | -------- | ------- | ------ | ------- | ---- | -------- |
| 1994年 | MOON CRAFT | ホンダ・シビックフェリオ | OAR1   | OAR2   | SUG1 9  | SUG2 11  | TOK1 10  | TOK2 6   | SUZ1 8  | SUZ2 7  | MIN1 3 | MIN2 10  | TAI1 3  | TAI2 4  | TSU1 Ret | TSU2 Ret | SEN1 4   | SEN2 2  | FSW1 7 | FSW2 12 | 7位  | 64       |
| 1995年 | MOON CRAFT | ホンダ・シビックフェリオ | FSW1 8 | FSW2 7 | SUG1 22 | SUG2 Ret | TOK1 Ret | TOK2 Ret | SUZ1 15 | SUZ2 14 | MIN1 2 | MIN2 Ret | TAI1 19 | TAI2 10 | SEN1 7   | SEN2 9   | FSW1 Ret | FSW2 12 |        |         | 15位 | 26       |
| 1996年 | MOON CRAFT | ホンダ・アコード         | FSW1 1 | FSW2 1 | SUG1 1  | SUG2 4   | SUZ1 2   | SUZ2 1   | MIN1    | MIN2    | SEN1 2 | SEN2 4   | TOK1 1  | TOK2 2  | FSW1 DSQ | FSW2 DSQ |          |         |        |         | 1位  | 125      |
| 1997年 | TEAM 無限  | ホンダ・アコード         | FSW1   | FSW2   | TAI1    | TAI2     | SUG1     | SUG2     | SUZ1    | SUZ2    | MIN1   | MIN2     | SEN1    | SEN2    | TOK1     | TOK2     | FSW1 2   | FSW2 2  |        |         | 14位 | 24       |

- 太字はポールポジション、斜字はファステストラップ。(key)

### アメリカン・オープンホイール

#### インディ・ライツ
| 年     | チーム           | 1      | 2       | 3      | 4     | 5      | 6      | 7      | 8      | 9     | 10     | 11     | 12     | 13    | 14     | 順位 | ポイント |
| ------ | ---------------- | ------ | ------- | ------ | ----- | ------ | ------ | ------ | ------ | ----- | ------ | ------ | ------ | ----- | ------ | ---- | -------- |
| 1997年 | チーム・グリーン | MIA 13 | LBH Wth | NZR 15 | SAV 5 | STL 14 | MIL 13 | DET 7  | POR 24 | TOR 6 | TRO 24 | VAN 15 | LGA 20 | FON 6 |        | 16位 | 32       |
| 1998年 | チーム・グリーン | MIA 18 | LBH 3   | NZR 7  | STL 8 | MIL 12 | DET 23 | POR 16 | CLE 17 | TOR 2 | MIS 16 | TRO 3  | VAN 17 | LGA 5 | FON 17 | 10位 | 66       |

(key)

#### CART
| 年     | チーム                 | シャシー        | エンジン | 1       | 2   | 3   | 4   | 5   | 6   | 7   | 8   | 9   | 10  | 11  | 12  | 13     | 14     | 15  | 16      | 17     | 18      | 19      | 20      | 順位 | ポイント |
| ------ | ---------------------- | --------------- | -------- | ------- | --- | --- | --- | --- | --- | --- | --- | --- | --- | --- | --- | ------ | ------ | --- | ------- | ------ | ------- | ------- | ------- | ---- | -------- |
| 1999年 | ウォーカー・レーシング | レイナード・99i | ホンダ   | MIA Ret | TRM | LBH | NZR | RIO | STL | MIL | POR | CLE | ROA | TOR | MIS | DET 16 | MDO 19 | CHI | VAN Ret | LGA 14 | HOU Ret | SRF Ret | FON Ret | 35位 | 0        |

(key)

### スパ・フランコルシャン24時間レース
| 年     | チーム           | コ・ドライバー                            | 車両                   | クラス   | 周回 | 総合順位 | クラス順位 |
| ------ | ---------------- | ----------------------------------------- | ---------------------- | -------- | ---- | -------- | ---------- |
| 1990年 | チーム・ゼクセル | 福山英朗 シャルロット・ベルネ             | 日産・スカイラインGT-R | N/class5 | 410  | 12位     | 2位        |
| 1991年 | チーム・ゼクセル | アンデルス・オロフソン デビッド・ブラバム | 日産・スカイラインGT-R | A/Div.1  | 517  | 1位      | 1位        |

## エピソード
- 全日本F3では参戦3年目でチャンピオンを獲ったが、1年目は最初の3戦のみエンジンやシャシーなどの供給を受けているも、残りは借金をしながらの参戦であった。2年目はル・ガラージュCOXのドライバーとして、3年目は無限ワークスとしての参戦であった[6]。
- ステアリングを握ると血気盛んになる事でも知られており、土屋圭市から「服部の車載は罵詈雑言で使えない」「生まれも育ちもどこだっていうぐらい素晴らしい言葉を使っている」等と言われてしまっている。
- F3時代からレース活動と並行して、「ベストモータリング」やその派生版「ホットバージョン」に出演する等モータージャーナリストとしての活動も行っている。日本カー・オブ・ザ・イヤーの選考委員も歴任した。
- 上述の通り、「ホットバージョン」への出演や「ワールド・タイムアタック・チャレンジ[7]」に出場する等、チューニングカーに対しても造詣が深い。